# 詹寧斯山
72°32′S 166°15′E / 72.533°S 166.250°E
詹寧斯山（Mount Jennings），是南極洲的山峰，位於維多利亞地的博克格雷溫克海岸，處於羅伊山以南，屬於勝利山脈中巴克山脈的一部分，海拔高度約2,800米，現時由南極條約體系管理。